# リック・シュローダー
リック・シュローダー（リッキー・シュローダーとも、Richard Bartlett "Ricky" Schroder, Jr., 1970年4月13日 - ）は、アメリカ合衆国の俳優・映画監督。
1979年の映画『チャンプ』でゴールデングローブ賞新人男優賞を受賞するほどの華々しいデビューを飾り、その後もシットコム『Silver Spoons』などに出演。成人後も『ロンサム・ダブ』や『NYPDブルー』といったテレビドラマに出演している。

## 生い立ち
ニューヨーク市スタテンアイランド生まれ。母ダイアンは電話会社社員で、父リチャード・バートレット・シュローダーは電話会社の地域マネージャーだった。リックにはドーンという名の姉がいる。

## キャリア

### 子役時代
9歳の時デビュー作『チャンプ』で、ゴールデングローブ賞新人男優賞を受賞した。翌年ディズニーの長編映画『The Last Flight of Noah's Ark』にエリオット・グールドと共演。演技が悪いわけではなかったが、興行面で失敗した。
1980年、映画『リトル・プリンス』でアレック・ギネスと共演。この映画の前後に放映されたテレビシリーズ『Silver Spoons』の主人公リッキー・ストラットン役でスターとなる。『Silver Spoons』放送終了後、カラバサス高校に通った。成長した彼は、本格的な俳優になろうと努力し、俳優として成長したことを示すために芸名をリッキーからリックに変更した。
なお、VH1の「100 Greatest Kid Stars」の18位、「100 Greatest Teen Stars」の33位にランクインした。

### 大人の俳優として
西部ミニシリーズ『ロンサム・ダブ』とその続編『リターン・トゥ・ロンサム・ダブ』に出演したことにより、大人の俳優としての認知度が高まり、『NYPDブルー』の第3シーズンにおけるダニー・ソレンソン、『ダナ&ルー リッテンハウス女性クリニック』のディラン・ウエスト医師、2007年に放送された『24 -TWENTY FOUR-』のマイク・ドイルといった役で視聴者への認知の土台が固まった。
2004年、シュローダーはナバホ族のボクサーを主人公にした映画"en: Black Cloud"の監督と脚本を務め、またブラッド・ペイズリーと アリソン・クラウスの楽曲「Whiskey Lullaby」のPVを監督し、自身の娘と息子とともに出演もした。2005年、そのPVがw:CMT Music Awardsにおいて「Collaborative Video of the Year」を受賞し、シュローダー自身も「Director of the Year」を受賞した。
2007年、シュローダーは『24 -TWENTY FOUR-』の新シーズン放送に合わせて芸名をリッキーに戻すと発表した。
現在は児童虐待防止及び救済のための非営利組織・チャイルドヘルプの大使を務めている。

### 私生活
1992年9月26日にアンドレア・バーナードと結婚し、今日までに4児（男子2名・女子2名）をもうける。なお、アンドレアはTVチャンネルBravoにおいて放送された『Top Design』第2シーズンで挑戦者として出演するが、第8回で家族に会えないストレスから次のステージを辞退した。インテリアデザイナーである。
シュローダー自身は共和党員で、2000年と2004年の大統領選挙ではジョージ・W・ブッシュを支持し、2008年アメリカ合衆国大統領選挙ではジョン・マケインを支持した。また、2000年にはフィラデルフィアで開かれた 共和党全国大会に参加している。
末日聖徒イエス・キリスト教会に改宗している。

## フィルモグラフィ

### 映画
| 公開年 | 邦題 原題                                                     | 役名                     | 備考                            |
| ------ | ------------------------------------------------------------- | ------------------------ | ------------------------------- |
| 1979   | チャンプ The Champ                                            | T.J.                     | ゴールデングローブ賞新人賞 受賞 |
| 1980   | The Last Flight of Noah's Ark                                 | ボビー                   |                                 |
| 1980   | アドベンチャー・ロード The Earthling                          | ショーン                 |                                 |
| 1980   | リトル・プリンス Little Lord Fauntleroy                       | Lord Fauntleroy          | テレビ映画                      |
| 1982   | パパは特訓中! Something So Right                              | ジョーイ                 | テレビ映画                      |
| 1983   | カインド・オブ・ラブ Two Kinds of Love                        | ロビー                   | テレビ映画                      |
| 1985   | 生きる証し A Reason to Live                                   | アレックス・スチュアート | テレビ映画                      |
| 1988   | 若すぎた英雄(ヒーロー) Too Young the Hero                     | カルヴィン・グラハム     | テレビ映画                      |
| 1989   | ハイウェイポリス91 Terror on Highway 91                       | クレイ・ネルソン         | テレビ映画                      |
| 1990   | 傷だらけのランナー Across the Tracks                          | ビリー                   |                                 |
| 1990   | ストレンジャー The Stranger Within                            | マーク                   | テレビ映画                      |
| 1993   | 野性の呼び声 Call of the Wild                                 | ジョン・ソーントン       | テレビ映画                      |
| 1994   | ラスト・パラダイス/熱い砂浜の戦士たち There Goes My Baby      | スティック               |                                 |
| 1995   | クリムゾン・タイド Crimson Tide                               | ポール・ヘラーマン       |                                 |
| 1998   | 野獣教室 Detention: The Siege at Johnson High                 | ジェイソン・コープランド | テレビ映画                      |
| 1998   | クレイジー・ナッツ 早く起きてよ Woke Up Early the Day I Died  | 警官#2                   |                                 |
| 1999   | デビル・グレン/悪魔の峡谷 What We Did That Night              | ヘンリー                 | テレビ映画                      |
| 2001   | ファイブ・デイズ・ウォー The Lost Battalion                   | Charles White Whittlese  | テレビ映画                      |
| 2003   | Poolhall Junkies                                              | ブラッド                 |                                 |
| 2003   | ふたつの過去を持つ男 Consequence                              | ジョン・ウォルフ         |                                 |
| 2004   | 復讐のエトランゼ Face of Terror                               | ニック・ハーパー         |                                 |
| 2004   | Black Cloud                                                   | エディ                   | 出演・監督                      |
| 2005   | 巨大ストーム襲来!パニック病棟14時間 14 Hours                  | フォースター             | テレビ映画                      |
| 2008   | センター・オブ・ジ・アース Journey to the Center of the Earth | ジョナサン・ブロック     | テレビ映画                      |
| 2009   | オリンポスの戦い Hellhounds                                   | -                        | テレビ映画 監督のみ             |
| 2014   | Locker 13                                                     | トミー・ノヴァク         |                                 |

### テレビシリーズ
| 放映年    | 邦題 原題                                                | 役名                             | 備考                               |
| --------- | -------------------------------------------------------- | -------------------------------- | ---------------------------------- |
| 1982-1987 | Silver Spoons                                            | リッキー・ストラットン           | 116エピソード                      |
| 1983      | フェアリーテール・シアター Faerie Tale Theatre           | ヘンゼル                         | エピソード『ヘンゼルとグレーテル』 |
| 1989      | ロンサム・ダブ Lonesome Dove                             | ニュート・ドブス                 | ミニシリーズ                       |
| 1999-2001 | NYPD BLUE ～ニューヨーク市警15分署 NYPD Blue             | ダニー・ソレンソン刑事           | 64エピソード                       |
| 2003      | Scrubs〜恋のお騒がせ病棟 Scrubs                          | ポール・フラワーズ               | 4エピソード                        |
| 2005-2006 | ダナ&ルー リッテンハウス女性クリニック Strong Medicine   | ディラン・ウエスト               | 22エピソード                       |
| 2007      | 24 -TWENTY FOUR- 24                                      | マイク・ドイル                   | 12エピソード                       |
| 2008      | アンドロメダ・ストレイン The Andromeda Strain            | ビル・キーン少佐（ウィルス学者） | ミニシリーズ                       |
| 2011      | パワー・オブ・フォー 普通じゃない家族 No Ordinary Family | デイヴ                           | 1エピソード                        |